# Avondale (Île-du-Prince-Édouard)
Pour les articles homonymes, voir Avondale.
Avondale est une communauté dans le comté de Queens de l'Île-du-Prince-Édouard, au nord-ouest de Montague.